# 市中心十字站
市中心十字站（英語：Downtown Crossing station，缩写为DTX）是位于马萨诸塞州波士顿市中心的地铁站。地铁站位于市中心十字商业区，是波士頓地铁橙线和红线的换乘站。波士顿地铁系统一共有四座换乘中心，市中心十字站就是其中一座。在这里有13条公交车可以换乘，包括波士顿快速公交银线。
市中心十字站地下一共有两层。地下一层沿华盛顿街方向修建，于1908年投入使用，为橙线站台。地下二层沿夏街方向修建，1915年开放使用，为红线站台。，据2013年统计，车站工作日日均客流量为23478人，是整个马萨诸塞湾交通局公共交通系统中第二繁忙的车站，仅次于波士顿南站。1979年，交通局在地下修建了冬街走廊，将市中心十字站与公园街站相连，乘客可以通过走廊换乘绿线。

## 历史

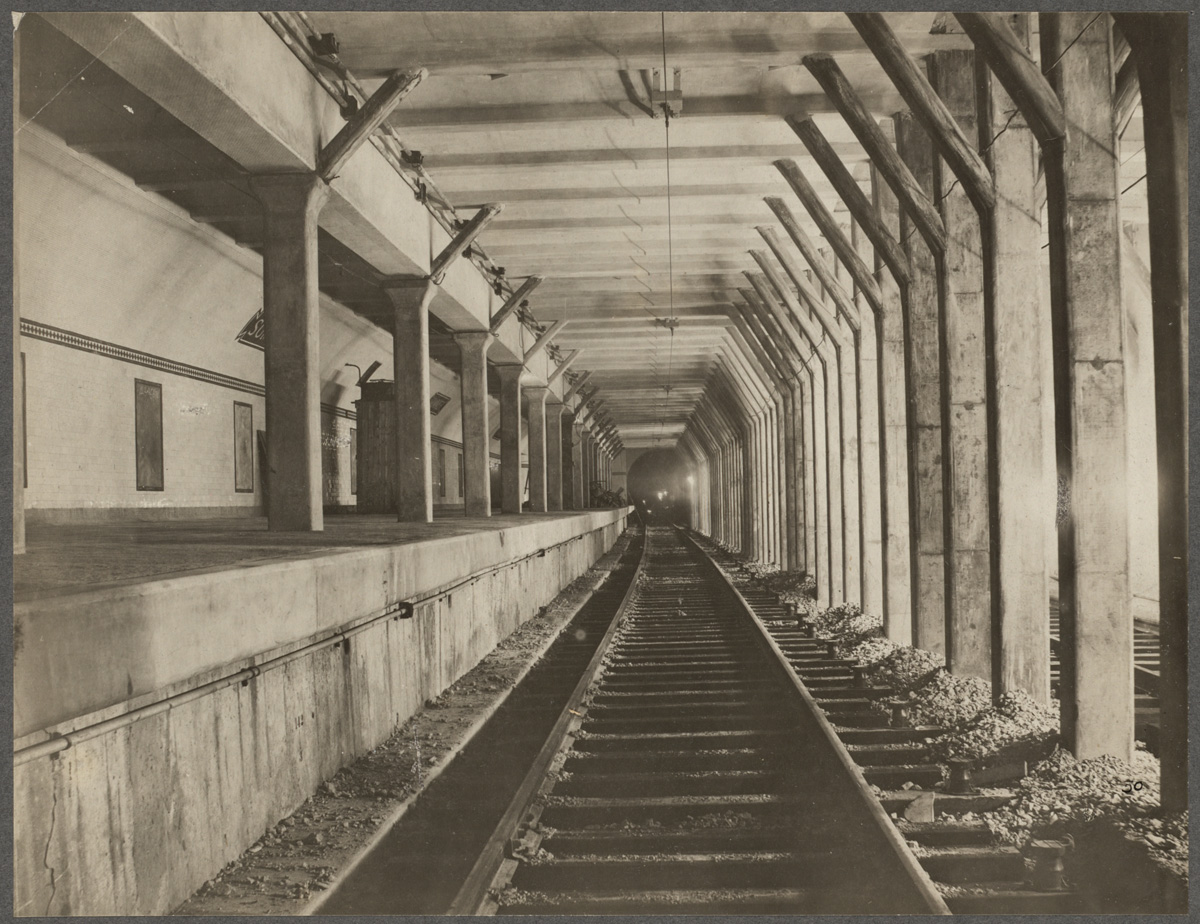
1908年7月拍摄的夏街站工地，此时离正式开放仅隔五个月。

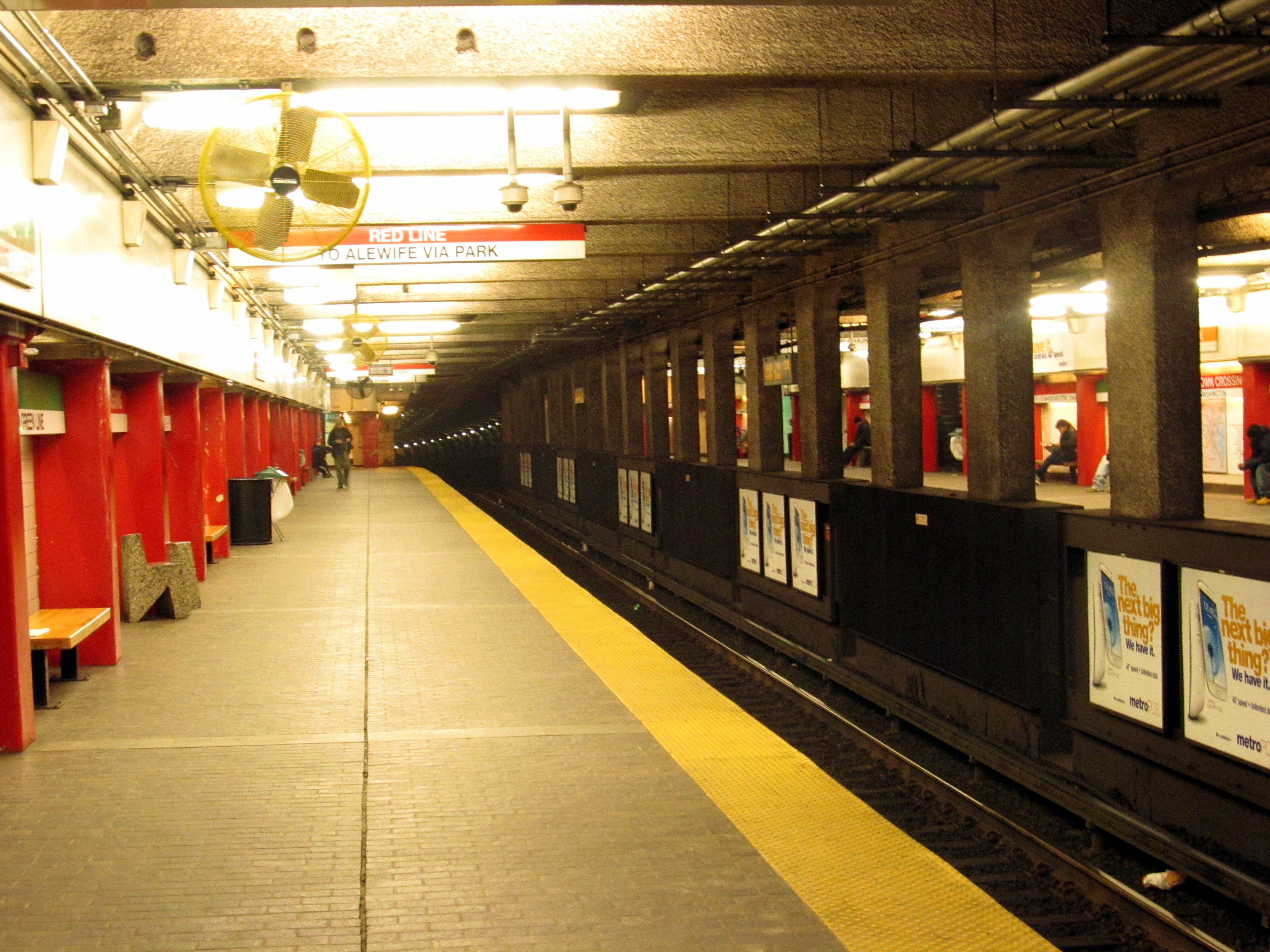
市中心十字站地铁红线站台

波士顿地铁橙线开通于1908年11月30日 ，经过市中心时曾为高架铁路。华盛顿街隧道建成后，橙线地铁改走此隧道。为了使周围商店的客流量最大化，曾经的车站两侧不同方向站台不连通，单独在冬街和夏街设置入口，因此车站名也不一样。
剑桥隧道多切斯特延长线建设于华盛顿街隧道下方，如今的波士顿地铁红线穿梭于此。华盛顿街站1915年4月4日启用，其入口在夏街和霍利街交叉口。
马萨诸塞湾交通局在接管波士顿地区地铁系统后，对整个地铁系统进行重新规划。其中，1967年1月23日将橙线站台名也改为华盛顿街站。1987年5月3日起，地铁站更名为市中心十字站。
橙线站内有多个地下出入口，可以直达周边商店，例如Jordan Marsh（如今的梅西百货）和Filene's百货商场。1979年，冬街下方的冬街走廊开放使用，将市中心十字站的地下一层与公园街站的地下一层连通。 20世纪80年代中期，马萨诸塞湾交通局对地铁站进行了全面翻新，为残障人士提供便利。
前往达德利广场站的银线服务于2002年7月24日投入运营。通往橙线南行方向站台的寺庙街车站出入口重新开放，使换乘银线更加便捷。
2019年6月24日，马萨诸塞湾交通局投入2900万美元，集中整治波士顿北站、干草市场站、州街站和市中心十字站的站台标志、导航等问题。

### 查理卡商店

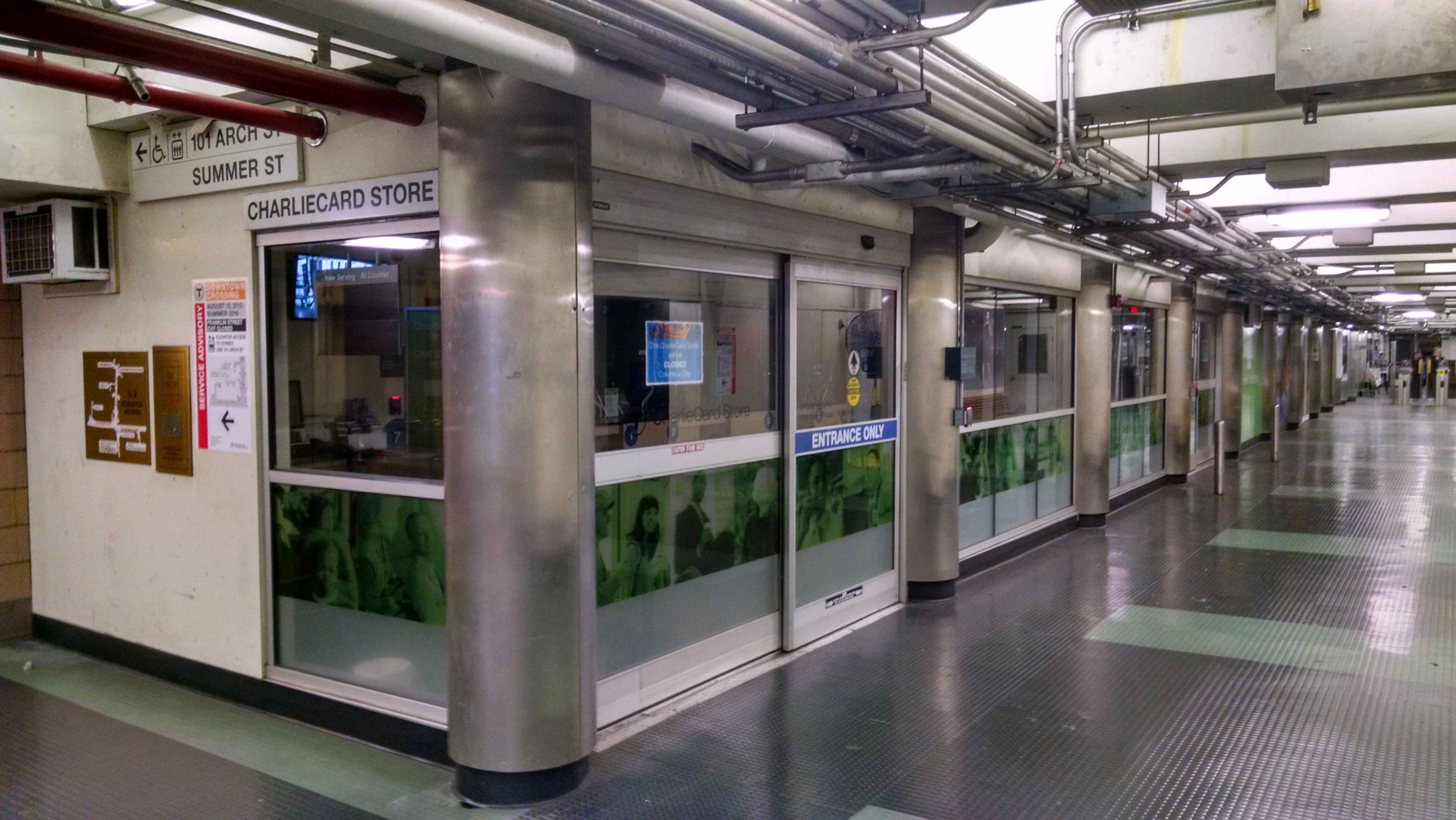
查理卡商店，摄于2015年

2012年8月13日，MBTA将客户服务中心从后湾站搬迁至市中心十字站，并在此设立了“查理卡商店”。商店位于冬街下方的夹层中，售卖普通车票，为盲人、老年人、残疾人和其他用户提供特殊通行证或将不同形式的储值车票进行转换。其中，普通车票也可以直接从车站内的自动售票机上购买。由于售货机时常故障，客户需求量大，商店经常人满为患。

## 车站结构

### 车站楼层
| G  | 地面               | 出入口                             |
| G  | 出城               | 往达德利广场（博伊尔斯顿）         |
| B1 | 侧式站台，右侧开门 | 侧式站台，右侧开门                 |
| B1 | 南行               | 往森林山 （華埠）                  |
| B1 | 北行               | 往橡树林 （州街）                  |
| B1 | 侧式站台，右侧开门 |                                    |
| B2 | 侧式站台，右侧开门 | 侧式站台，右侧开门                 |
| B2 | 入城               | 往灰西鲱（公园街）                 |
| B2 | 出城               | 往阿什蒙特或布伦特里（波士頓南站） |
| B2 | 侧式站台，右侧开门 |                                    |

## 换乘公交车

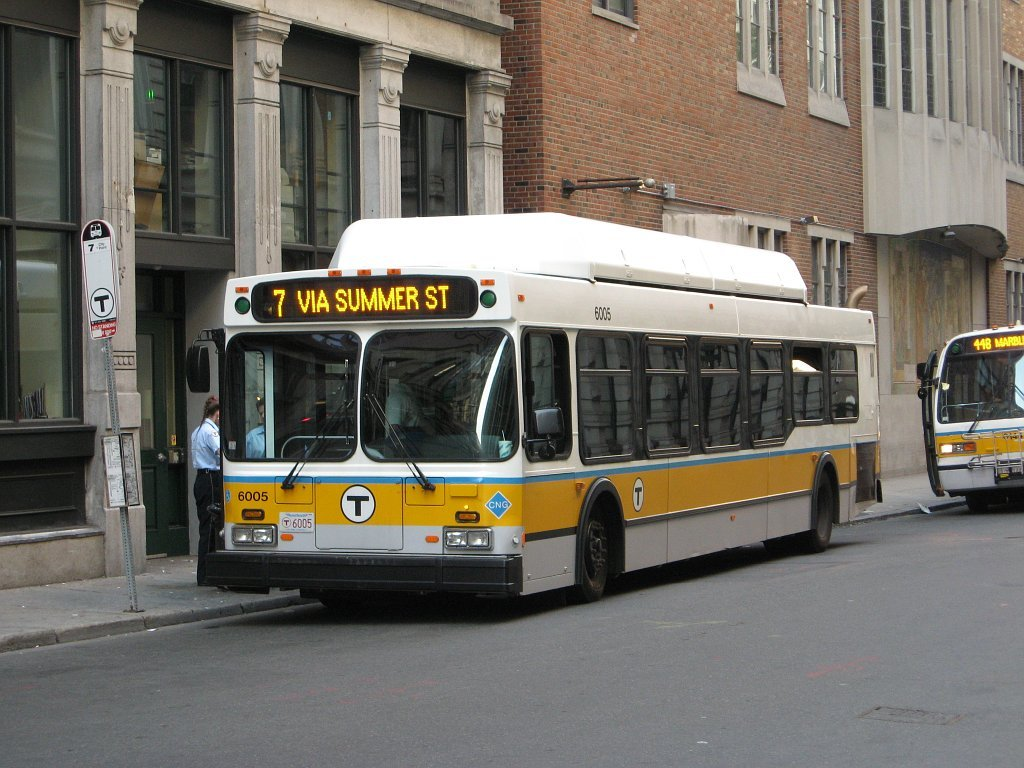
在市中心十字站夏街和奥迪斯街路口停靠的7路公交车和448路长途公交车

市中心十字站是很多波士顿公交车线路的起点站，从这里可以搭乘前往查尔斯顿、南波士顿地区和北岸的区域公交车。除此以外，部分前往郊区的城际特快公交从此发车，进入马萨诸塞州收费高速隧道开往市郊。前往多切斯特的BRT银线也从此经过。
大多数线路停靠点为夏街(Summer)和奥迪斯街(Otis)交汇的路口，离最近的地铁站入口一个街区：
- 7：城市点站（英语：City Point (MBTA station)） - 波士顿南站 - 市中心十字
- 448：马布尔黑德 - 天堂路 - 林恩路 - 爱德华·劳伦斯·洛根将军国际机场 - 市中心十字站
- 449：马布尔黑德 - 汉弗莱街 - 林恩路 - 爱德华·劳伦斯·洛根将军国际机场 - 市中心十字站
- 459：塞勒姆 -  林恩中央广场 - 爱德华·劳伦斯·洛根将军国际机场 - 市中心十字站
- 501：布莱顿（英语：Brighton, Massachusetts）中心 - 马萨诸塞州收费高速（英语：Massachusetts Turnpike） - 市中心十字站
- 504：水城有轨电车站（英语：Watertown Yard (MBTA station)）或牛顿角站（英语：Newton Corner (MBTA station)） - 马萨诸塞州收费高速（英语：Massachusetts Turnpike） - 市中心十字站
- 505：沃尔瑟姆中央广场 - 穆迪街 - 市中心十字站
- 553：罗伯茨（英语：Brandeis/Roberts (MBTA station)） - 牛顿角站（英语：Newton Corner (MBTA station)） - 牛顿镇站（英语：Newtonville (MBTA station)） - 沃尔瑟姆 - 中央广场站 - 市中心十字站
- 554：韦弗利广场（英语：Waverley (MBTA station)） - 牛顿角站（英语：Newton Corner (MBTA station)） - 沃尔瑟姆 - 中央广场站 - 市中心十字站
- 556：沃尔瑟姆高地–牛顿角站（英语：Newton Corner (MBTA station)）–牛顿镇站（英语：Newtonville (MBTA station)） - 沃尔瑟姆 - 中央广场站 - 市中心十字站
- 558：河滨站– 牛顿角站（英语：Newton Corner (MBTA station)） - 马萨诸塞州收费高速（英语：Massachusetts Turnpike） - 市中心十字站

往南一个街区的贝德福德街(Bedford)和金士顿街(Kingston)路口：
- 11：城市点 - 贝维尤 - 市中心十字站

银线市中心十字站的站台在Temple Pl街中间，离最近地铁站入口半个街区：
- SL5（英语：Silver Line (MBTA)）：达德利站 - 市中心十字

## 无障碍使用

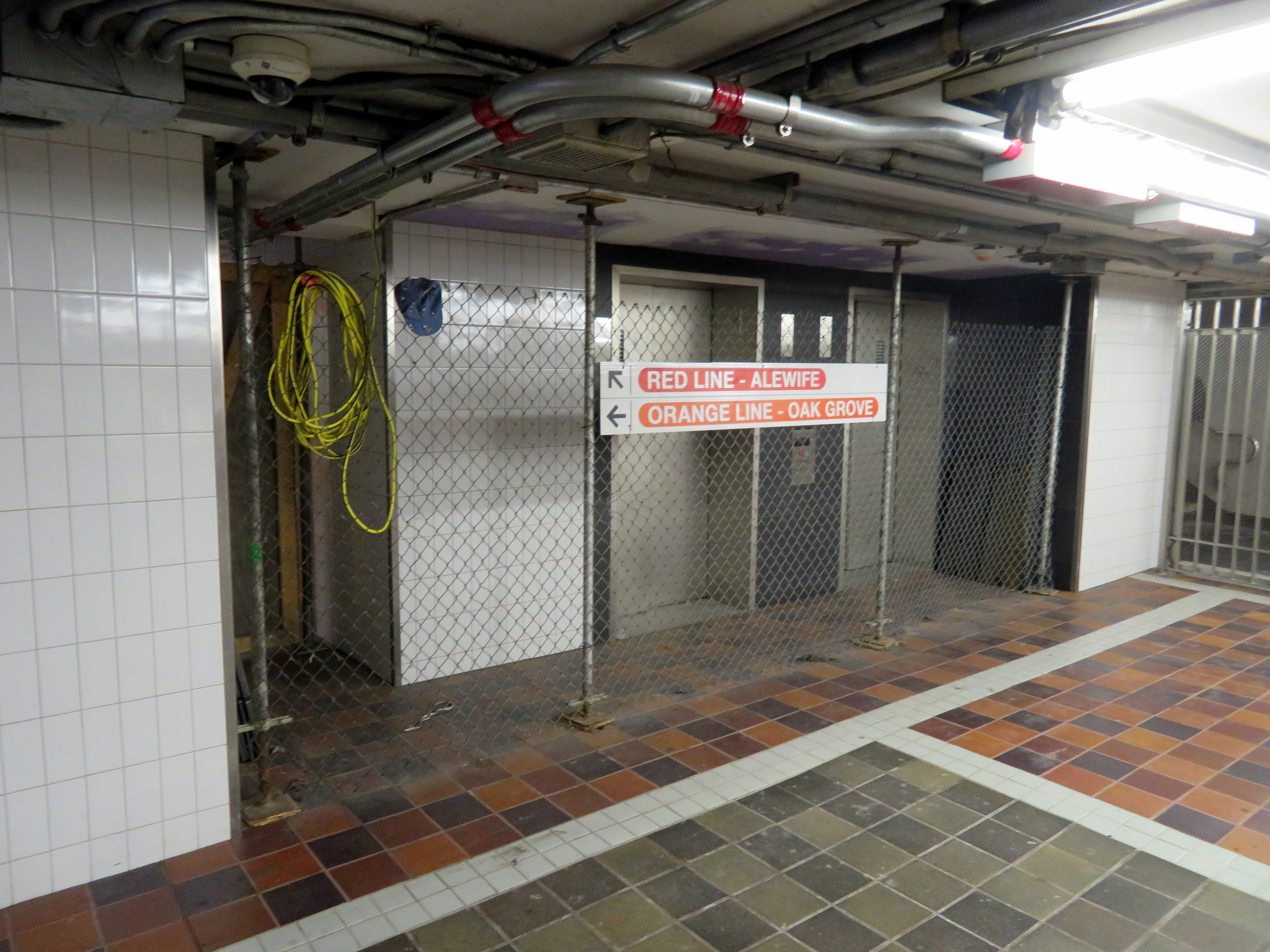
2018年新建的电梯

橙线所有车站和红线大部分车站都设有配套设施为残疾人提供無障礙環境。冬街、富兰克林街和霍利街入口均有升降电梯。罗氏兄弟商店(Roche Brothers)内有通往夏街走廊的电梯，仅在商店营业时开放。由于地铁站位于拥挤的市中心，两条线路站台又分别于不同时间建造，地下换乘路线十分复杂并。红线站台和橙线南行侧站台间没有电梯，需要转车的乘客需要穿过冬街走廊来到公园街站使用电梯到达红线站台。红线站台最东侧通向夏街走廊，换乘乘客需要出车站并从其他入口进入车站来到橙线站台。
为使上述换乘更加便利，交通局于2016年2月18日斥资1357万美元修建电梯，预计2018年初完工。为打通所有换乘通道，两个后续改造工程也在进行中。